# باجاج أوتو
باجاج للسيارات المحدودة (/ˌbəˈdʒɑːdʒ/) هي شركة تصنيع سيارات هندية متعددة الجنسيات مقرها في بيون ، الهند. تقوم بتصنيع دراجات نارية، سكوتر وتوك توك. باجاج السيارات هي إحدى الشركات التابعة لمجموعة باجاج. تأسست من قبل جمنلال باجاج (1889-1942) في راجستان في عام 1940.
باجاج أوتو هي ثالث أكبر شركة مصنعة للدراجات النارية في العالم وثاني أكبر شركة في الهند. إنها أكبر شركة تصنيع ذات ثلاث عجلات في العالم. في ديسمبر 2020 ، تجاوزت باجاج أوتو القيمة السوقية لـ 1 ترليون روبية هندية (17 مليار دولار أمريكي)  ، مما يجعلها الشركة الأكثر قيمة في العالم في تصنيع المركبات ذات العجلتين.

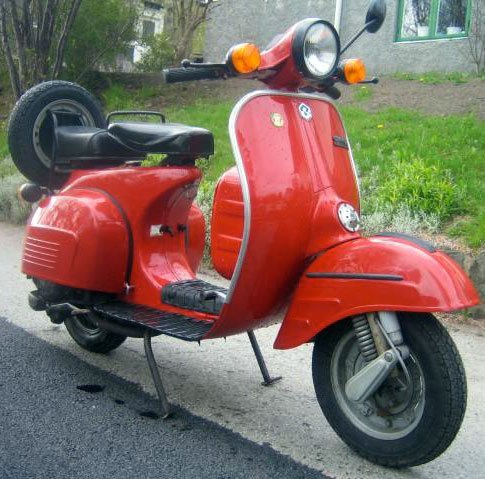
تم بناء باجاج شيتاك بموجب ترخيص من بياجيو

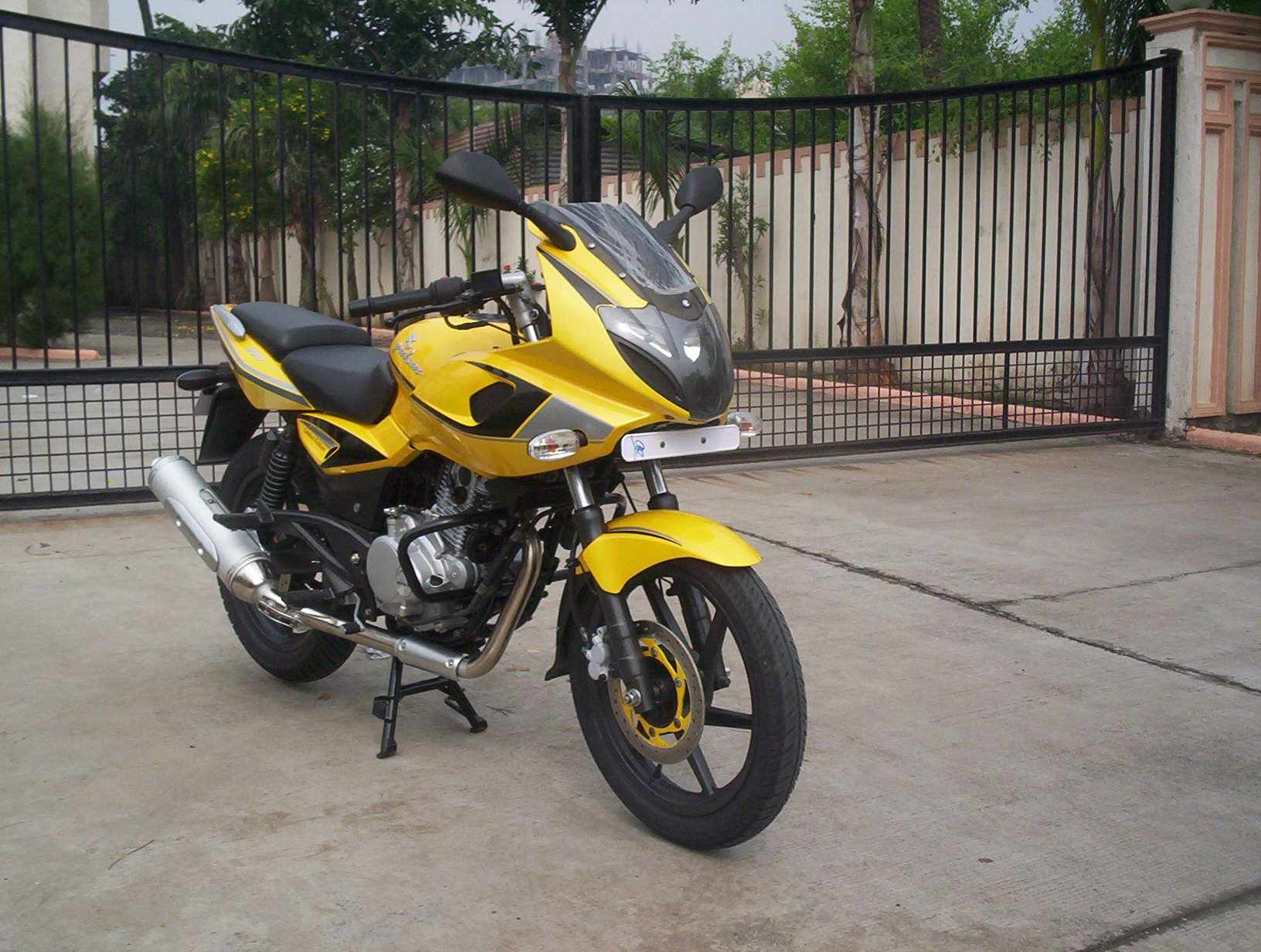
220 باجاج بولسار

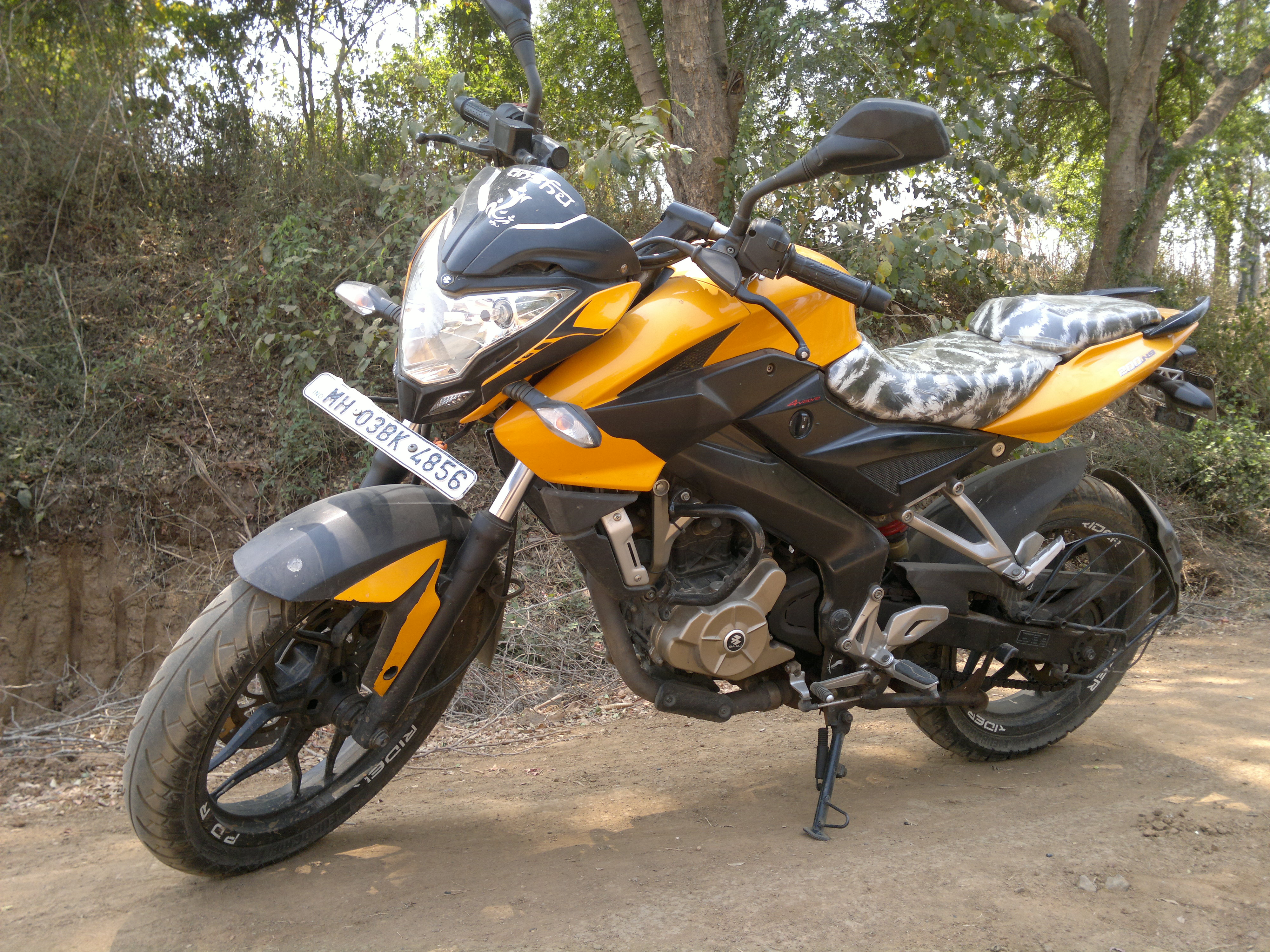
باجاج بولسار NS 200

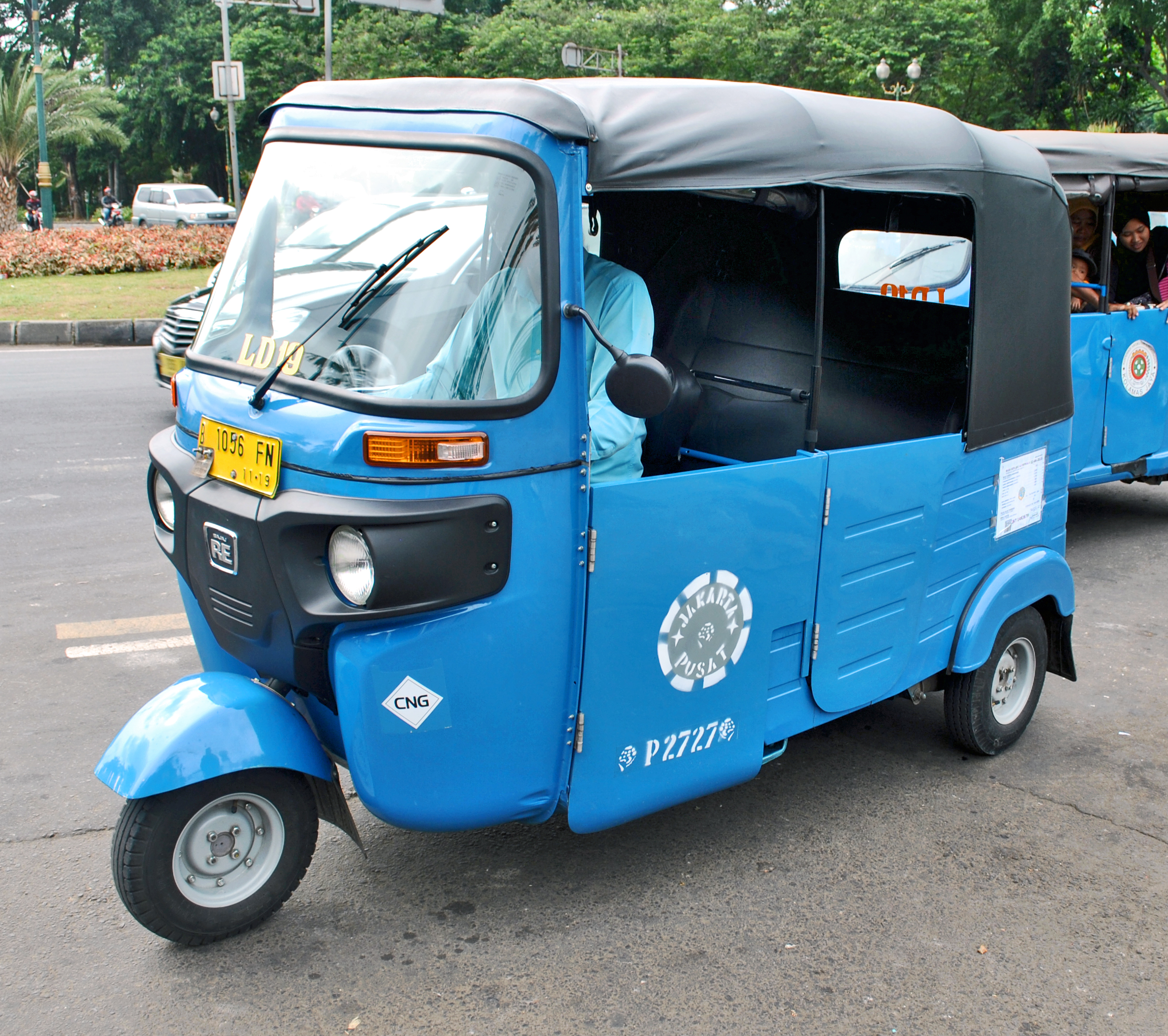
A Bajaj RE توك توك في جاكرتا ، إندونيسيا